# Tryggve Sagen
Tryggve Sagen (geboren am 1. November 1891 in Tønsberg; gestorben am 20. Januar 1952 in Helsinki) war ein norwegischer Reeder, Kunstsammler und Mäzen.

## Leben
Tryggve Sagen kam 1891 als Sohn von Martin und Inga Sagen auf der zur Stadt Tønsberg gehörenden Insel Husøy zur Welt. Mit seiner Familie zog er 1897 nach Moss, wo der Vater als Lehrer an der Moss Folkeskole (Volksschule) und der Moss Høiere Almenskole (Oberschule) unterrichtete. 1905 schloss er im Alter von 14 Jahren seine schulische Ausbildung in Moss ab. Danach besuchte er in Kristiania (Oslo) die Handelsschule und arbeitete anschließend als kaufmännischer Angestellter. Er machte sich als Schiffsmakler selbstständig und erkannte im Ersten Weltkrieg die steigende Nachfrage an Schiffskapazitäten. Mit 24 Jahren gründete er die Dampskibsaktieselskabet Østlandet (Dampfschifffahrtsaktiengesellschaft Østlandet). Als Reeder erwarb Sagen eine Reihe von Dampfschiffen (D/S). So kaufte er 1915 die Nitedal, 1916 die Østlandet (umbenannt in Orkedal), die Senta, die Østerdal und die Maridal, 1917 die Arnøy und 1918 die Stubbekøbing. Innerhalb kürzester Zeit verdiente Sagen ein Vermögen, stieg gesellschaftlich rasch auf und wurde Vorsitzender der Schiffsmaklervereinigung. Mit Fortschreiten des Krieges musste Sagen jedoch auch einige Verluste hinnehmen. So lief die Orkedal bereits 1916 auf eine Mine und 1917 wurde die Nitedal durch einen Torpedo des deutschen U-Bootes SM UB-57 versenkt. Nach Kriegsende verschlechterte sich die Auftragslage erheblich und Sagen verkaufte nach und nach seine Schiffe, zuletzt 1923 die Maridal und ein Jahr später die Østerdal. 1924 trat er aufgrund finanzieller Verluste als Geschäftsführer der Dampskibsaktieselskabet Østlandet zurück und beendete 1927 auch seine Tätigkeit als Schiffsmakler.
Bereits 1918 erwarb Sagen die Gebäude der ehemaligen Glashütte Hurdal Glassverk und eröffnete dort 1924 ein Hotel. Sagen war verheiratet und hatte zusammen mit seiner Frau Anna zwei Kinder. Die letzten zwanzig Jahre lebte er in Helsinki. Sein Grab befindet sich auf dem Friedhof in Moss.

## Kunstsammler und  Mäzen
Durch sein in kurzer Zeit erlangtes Vermögen war es Sagen möglich, eine Reihe bedeutender Kunstwerke zu erwerben. Sein Interesse galt hierbei Bildern zeitgenössischer norwegischer Maler und Werken moderner ausländischer Künstler. So kaufte er von dem befreundeten norwegischen Maler Ludvik Karsten das 1914 entstandene Gemälde Vor dem Spiegel (heute Nationalgalerie Oslo) und lieh 1921 aus seiner Sammlung 18 Werke des Künstlers zu einer Karsten-Ausstellung in Stockholm. Von Edvard Munch besaß Sagen das 1913/1914 gemalte Bild Liegender weiblicher Akt (Hamburger Kunsthalle). Darüber hinaus kaufte er zehn Kreidezeichnungen von August Strindberg für seine Sammlung. Zusammen mit dem dänischen Unternehmer Christian Tetzen-Lund erwarb Sagen 19 Gemälde von Henri Matisse, die im Ersten Weltkrieg in einer Berliner Ausstellung als Feindvermögen festgesetzt waren. Die Bilder gehörten Sarah und Michael Stein, ein Bruder der Kunstsammler Leo und Gertrude Stein. Bei der Aufteilung der Werke gelangten acht Bilder in den Besitz von Sagen, darunter die Frauendarstellung La Gitane (Musée de l’Annonciade Saint-Tropez).
Beim Ankauf von Kunstwerken aus Frankreich wurde Sagen durch den in Paris lebenden norwegischen Kunsthändler Walther Halvorsen beraten. Zu den erworbenen Werken gehörten von Gustave Courbet das Bild Landschaft mit Hirsch (Art Gallery of New South Wales, Sydney), von Pierre-Auguste Renoir die Gemälde Madame Victor Chocquet (Staatsgalerie Stuttgart) und Mädchenporträt (Ungarische Nationalgalerie, Budapest), von Edgar Degas das Gemälde Nach dem Bad (National Gallery, London) von Camille Pissarro das Porträt Paul Cézanne und von Édouard Manet die Arbeiten Die kleinen Kavaliere (Chrysler Museum of Art, Norfolk), Die Weltausstellung von 1867 (Nationalgalerie, Oslo) und Sitzendes Mädchen (Privatsammlung). Hinzu kamen von Paul Cézanne das Landschaftsbild Allee in Chantilly (Privatsammlung) und von Vincent van Gogh das Gemälde Hügel bei Saint-Rémy (Solomon R. Guggenheim Museum, New York City).

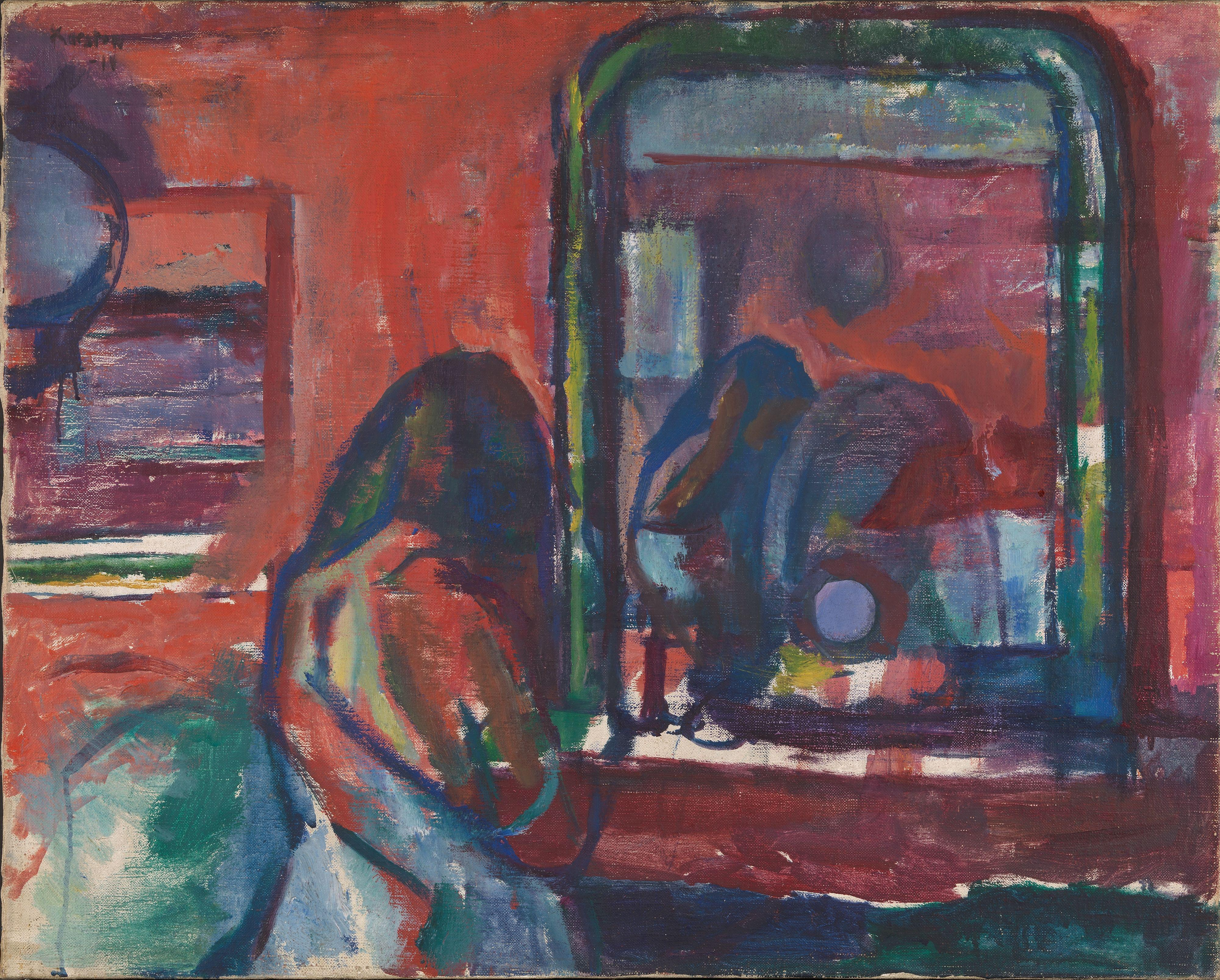
Ludvig Karsten: Vor dem Spiegel
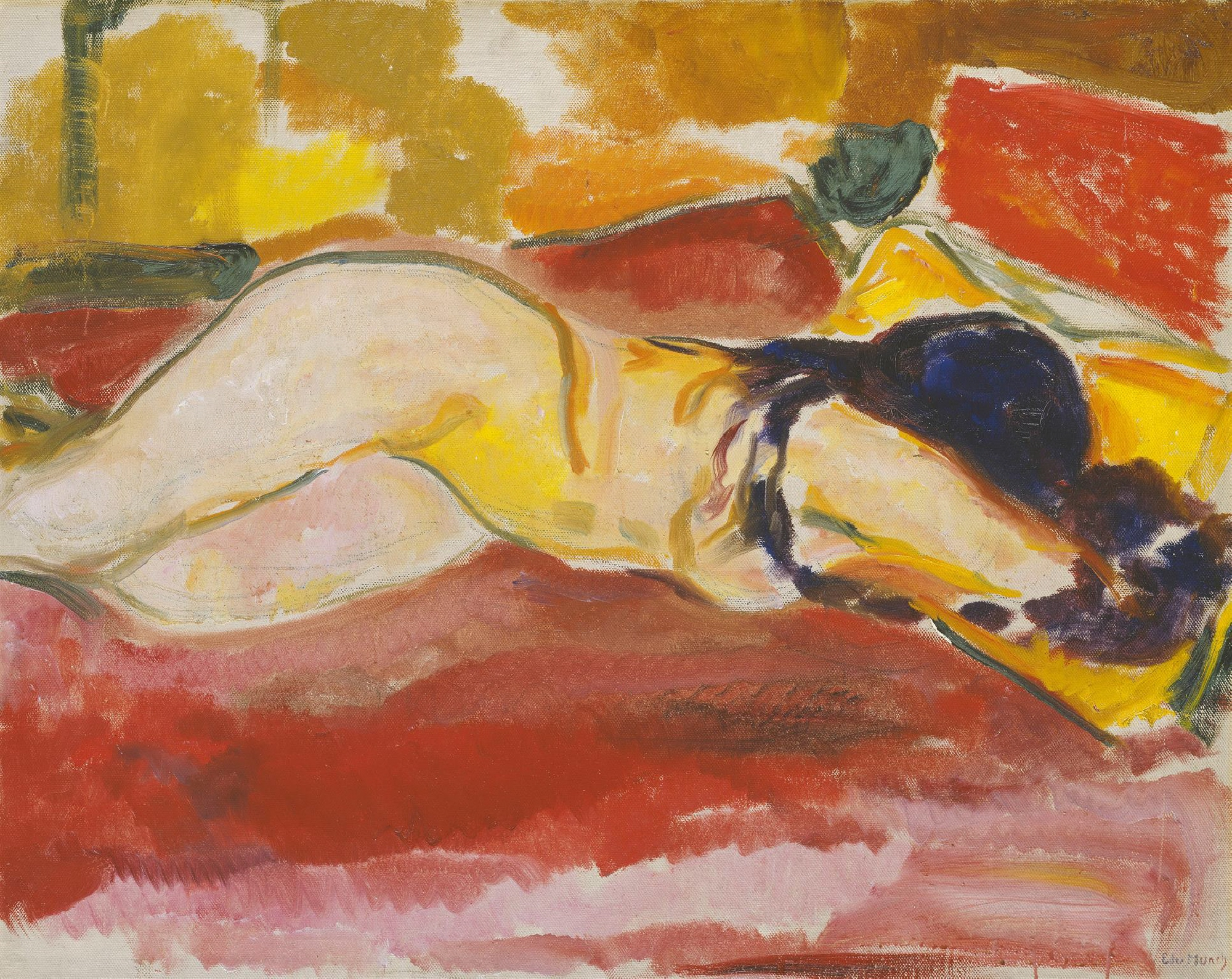
Edvard Munch: Liegender weiblicher Akt
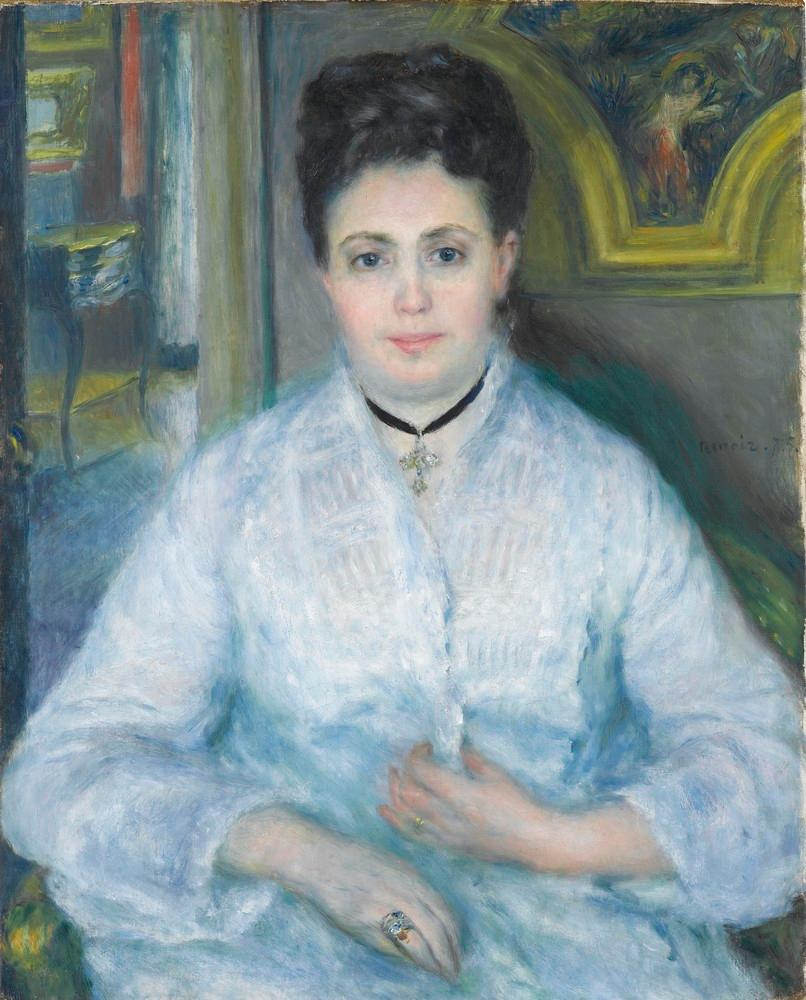
Pierre-Auguste Renoir: Madame Victor Chocquet
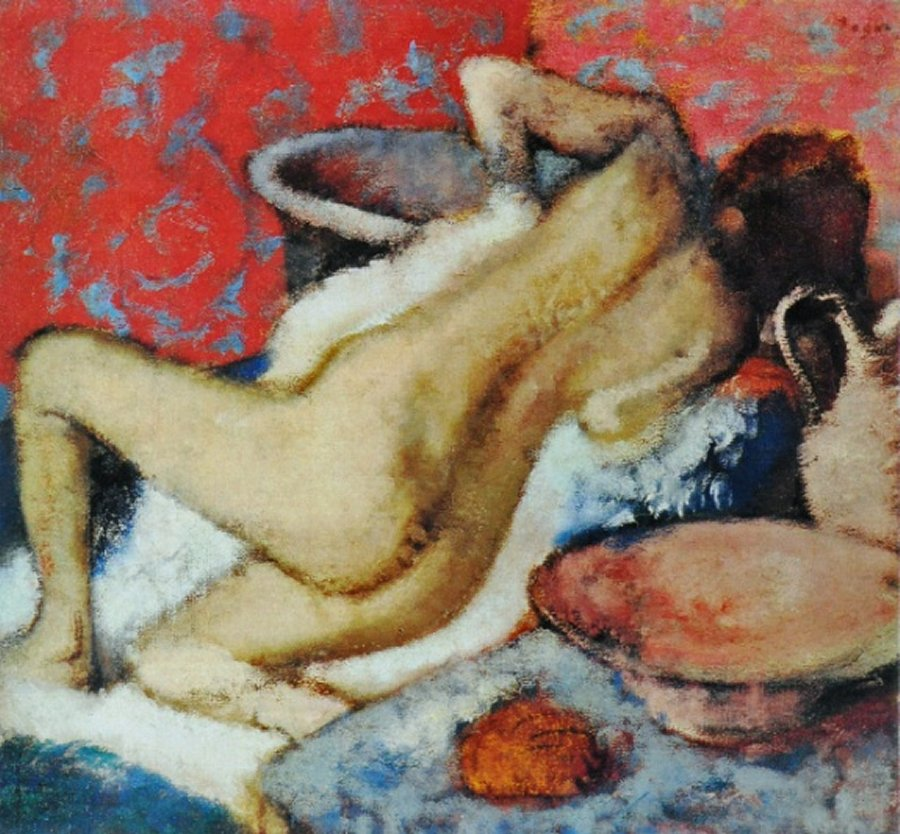
Edgar Degas: Nach dem Bad
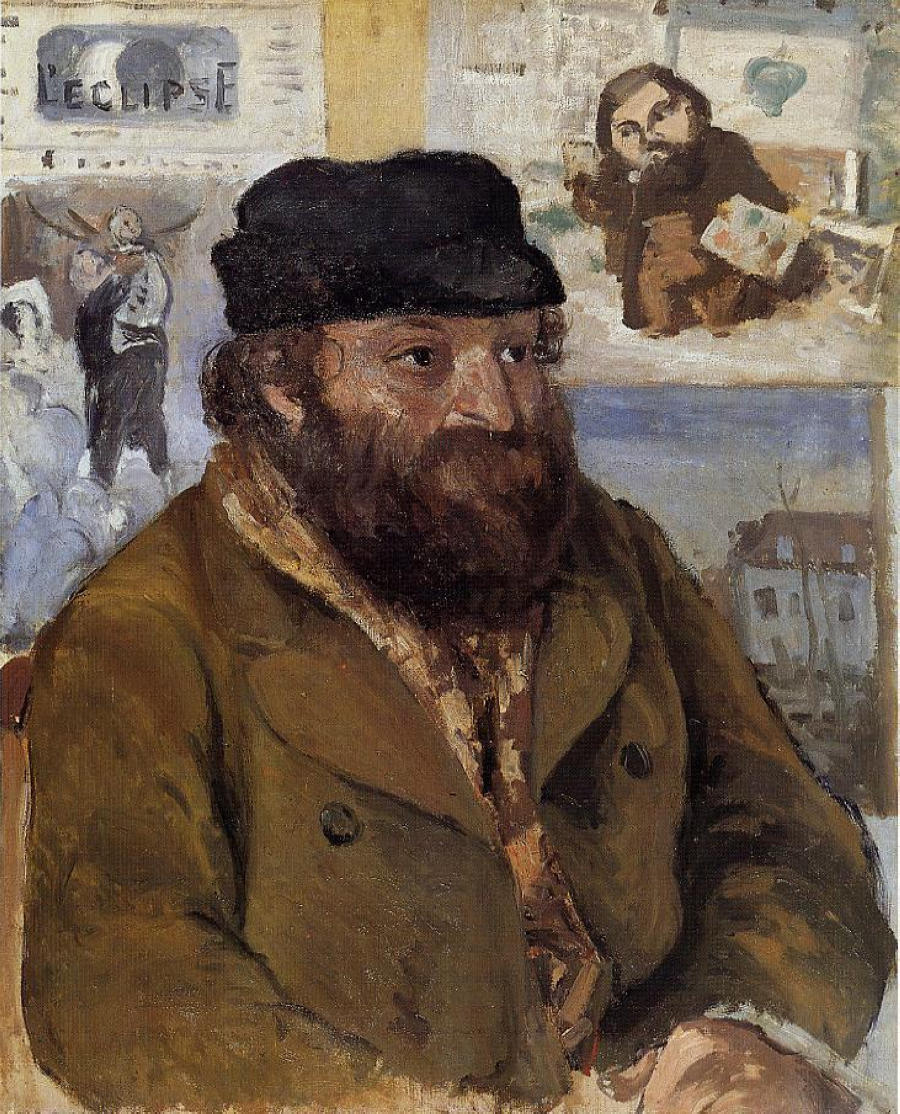
Camille Pissarro: Porträt Paul Cézanne
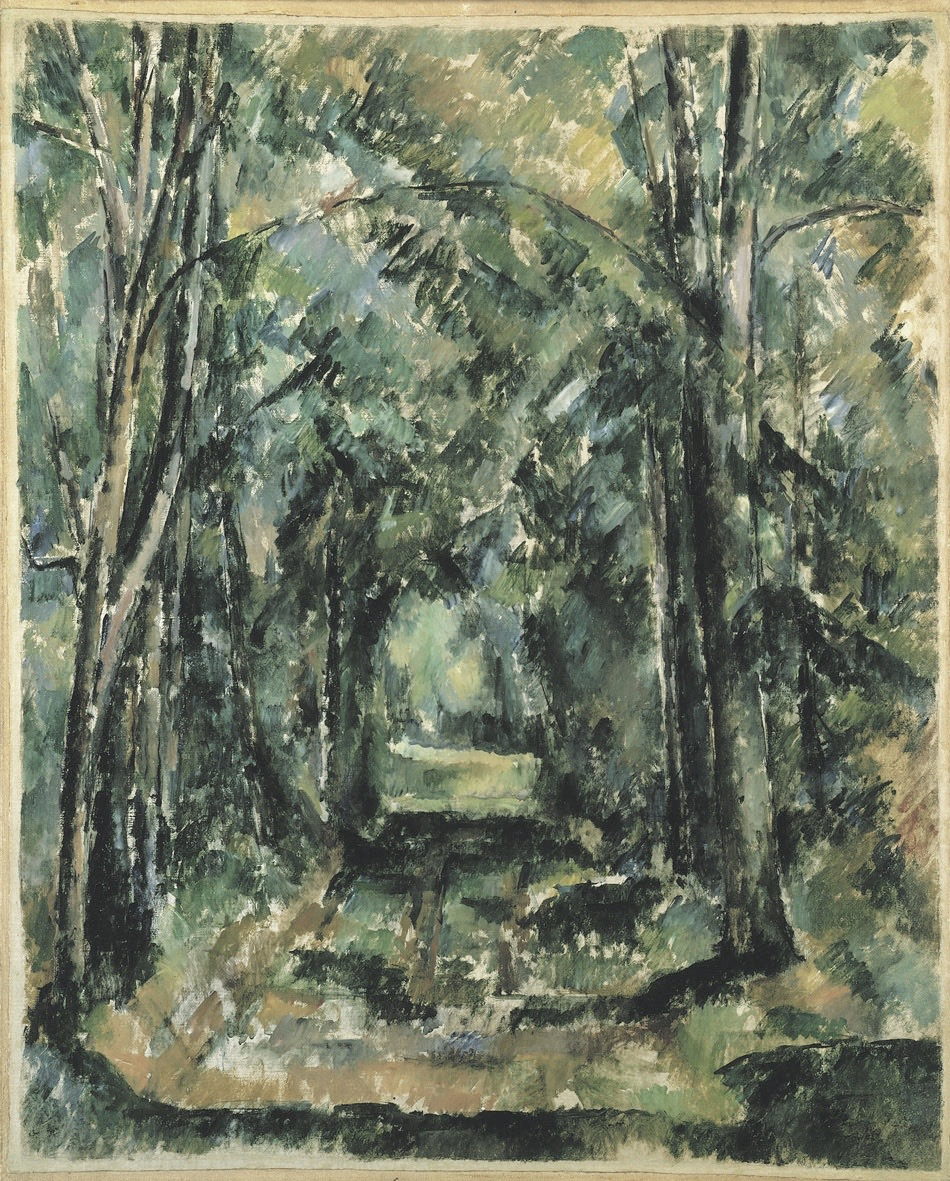
Paul Cézanne: Allee in Chantilly
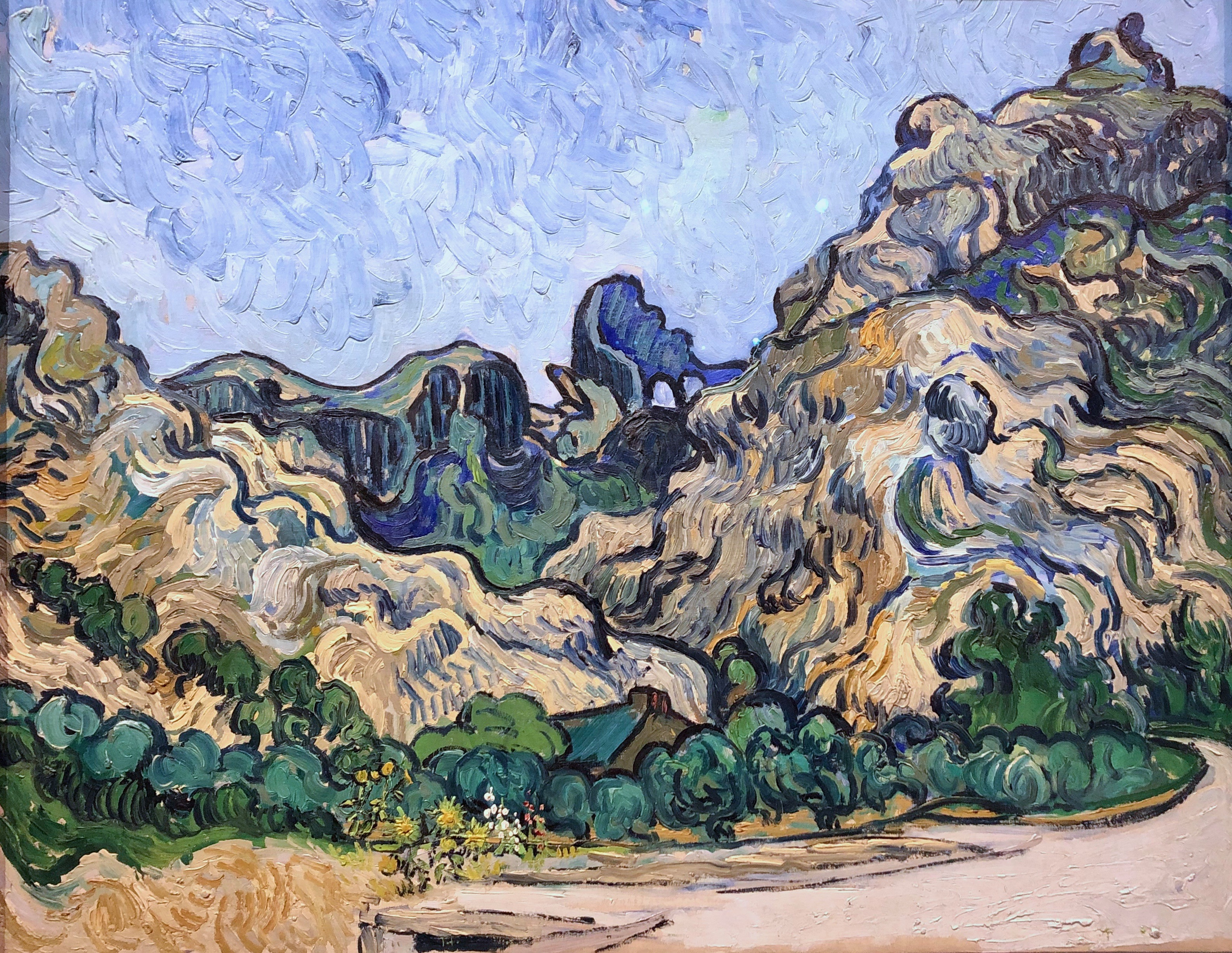
Vincent van Gogh: Hügel bei Saint-Rémy

1916 stiftete Sagen der norwegischen Nationalgalerie für Kunstankäufe 60.000 Kronen, ein Betrag, der deutlich über dem jährlichen Museumsbudget lag. Zudem schenkte er der Nationalgalerie eine Reihe von Kunstwerken. Auf diese Weise gelangten die Bilder Hafenansicht von Otto Emil Johansen, Frauenporträt von Arne Kavli, Juralandschaft von Gustave Courbet, Badende von Pierre-Auguste Renoir, Frau mit einem Hund von Edgar Degas, Landschaft bei Melun von Paul Cézanne, Stillleben von Paul Gauguin und Herbst von Othon Friesz in die Sammlung des Museums. Darüber hinaus gehörte Sagen 1917 zu den Mitbegründern der Nasjonalgalleriets Venner (Freunde der norwegischen Nationalgalerie), die weitere Ankäufe ermöglichte. Ebenso war er Teil einer Gruppe von Kunstfreunden, die 1918 die Vereinigung Foreningen Fransk Kunst (Vereinigung Französische Kunst) ins Leben rief, die in der Folgezeit eine Reihe von Kunstausstellungen organisierte.

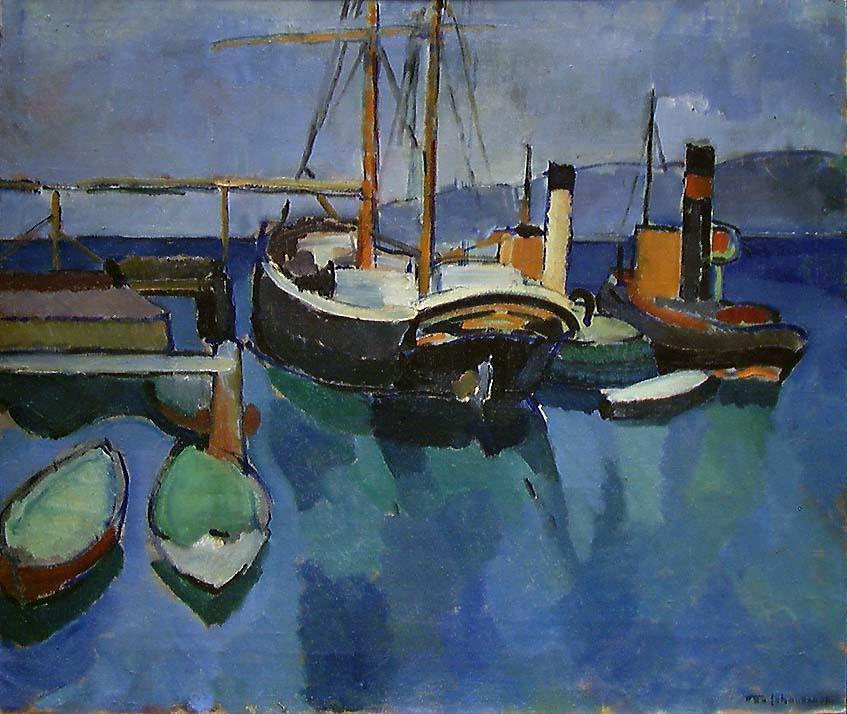
Otto Emil Johansen: Hafenansicht
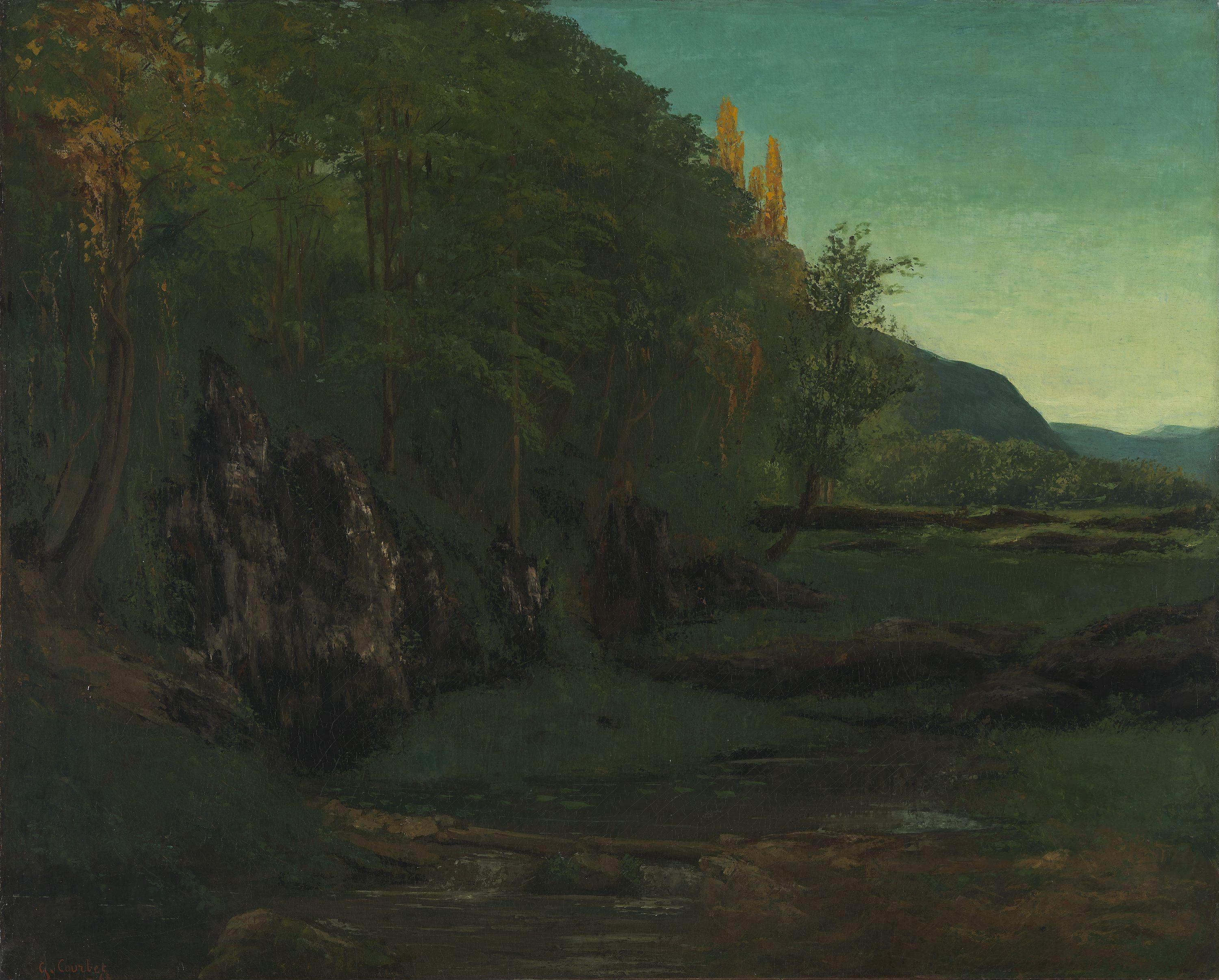
Gustave Courbet: Juralandschaft
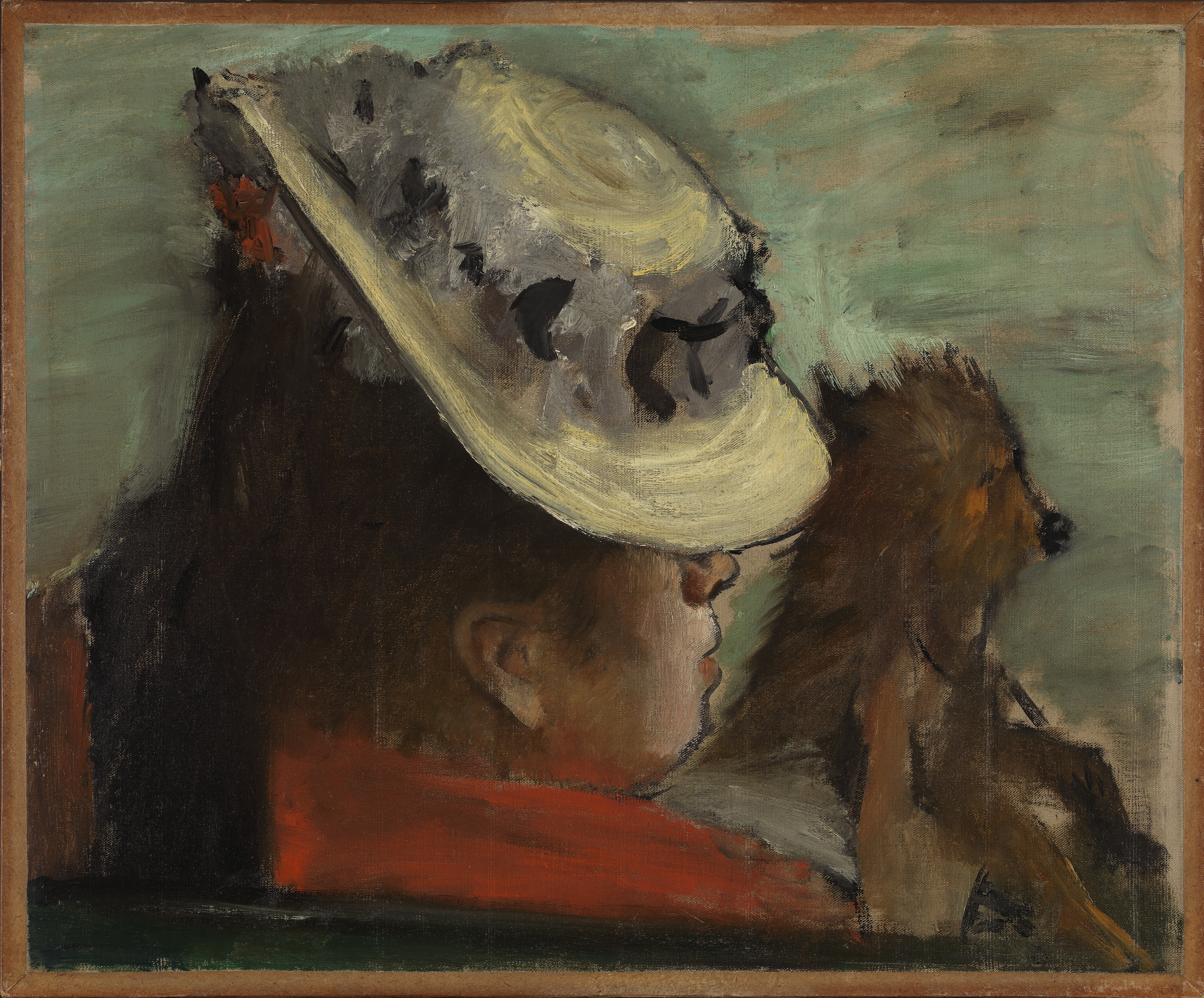
Edgar Degas: Frau mit einem Hund
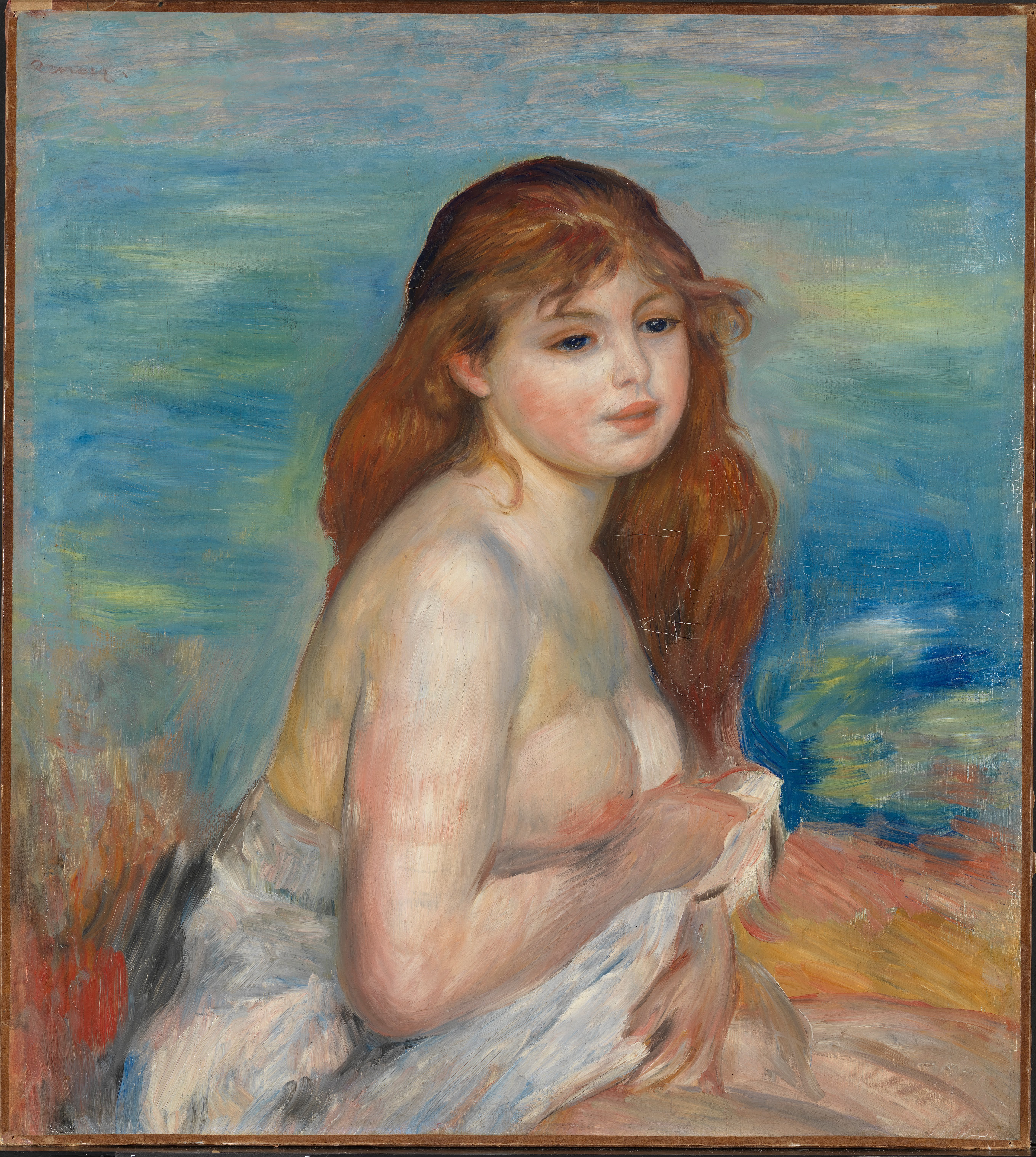
Pierre-Auguste Renoir: Badende
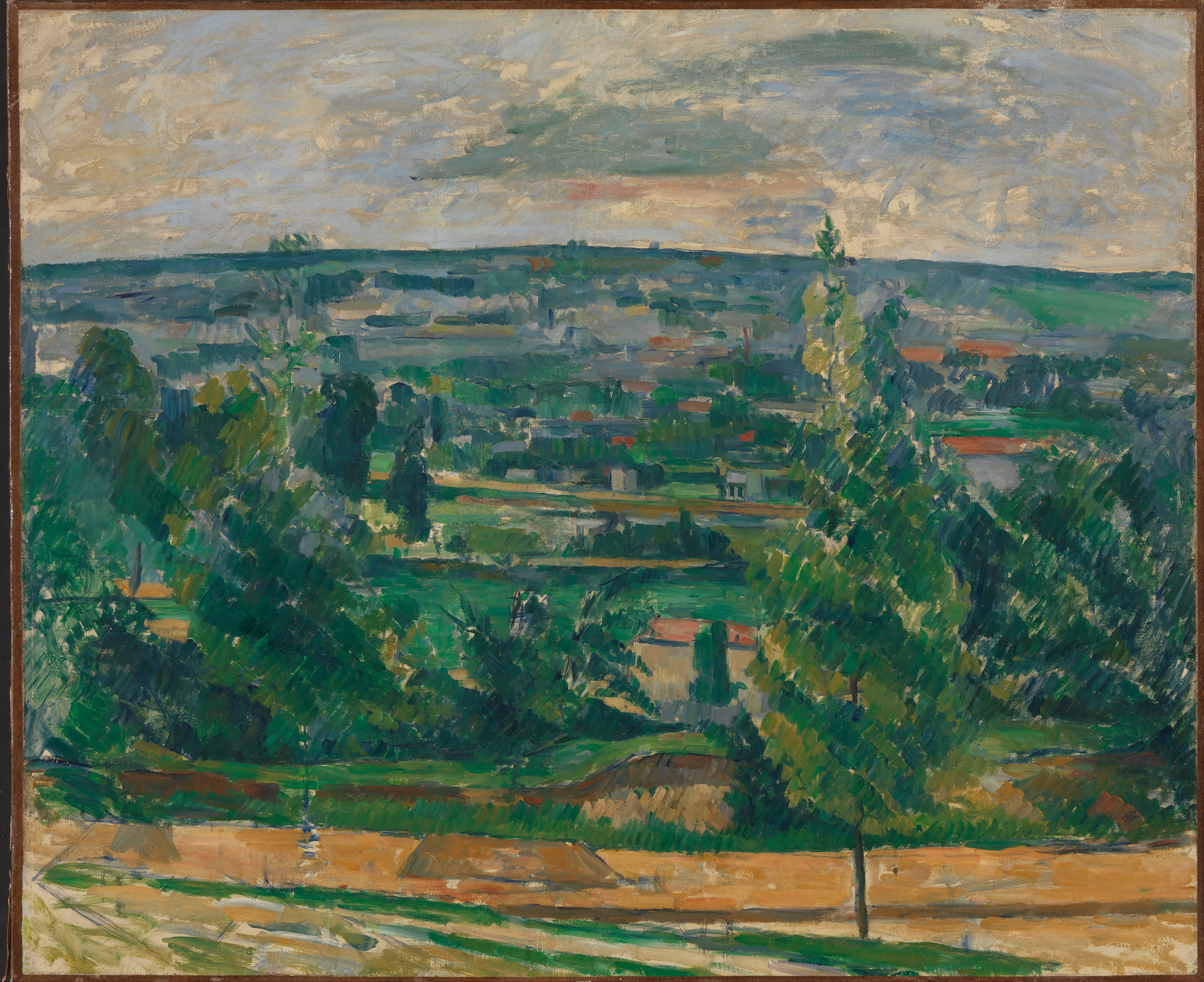
Paul Cézanne: Landschaft bei Melun
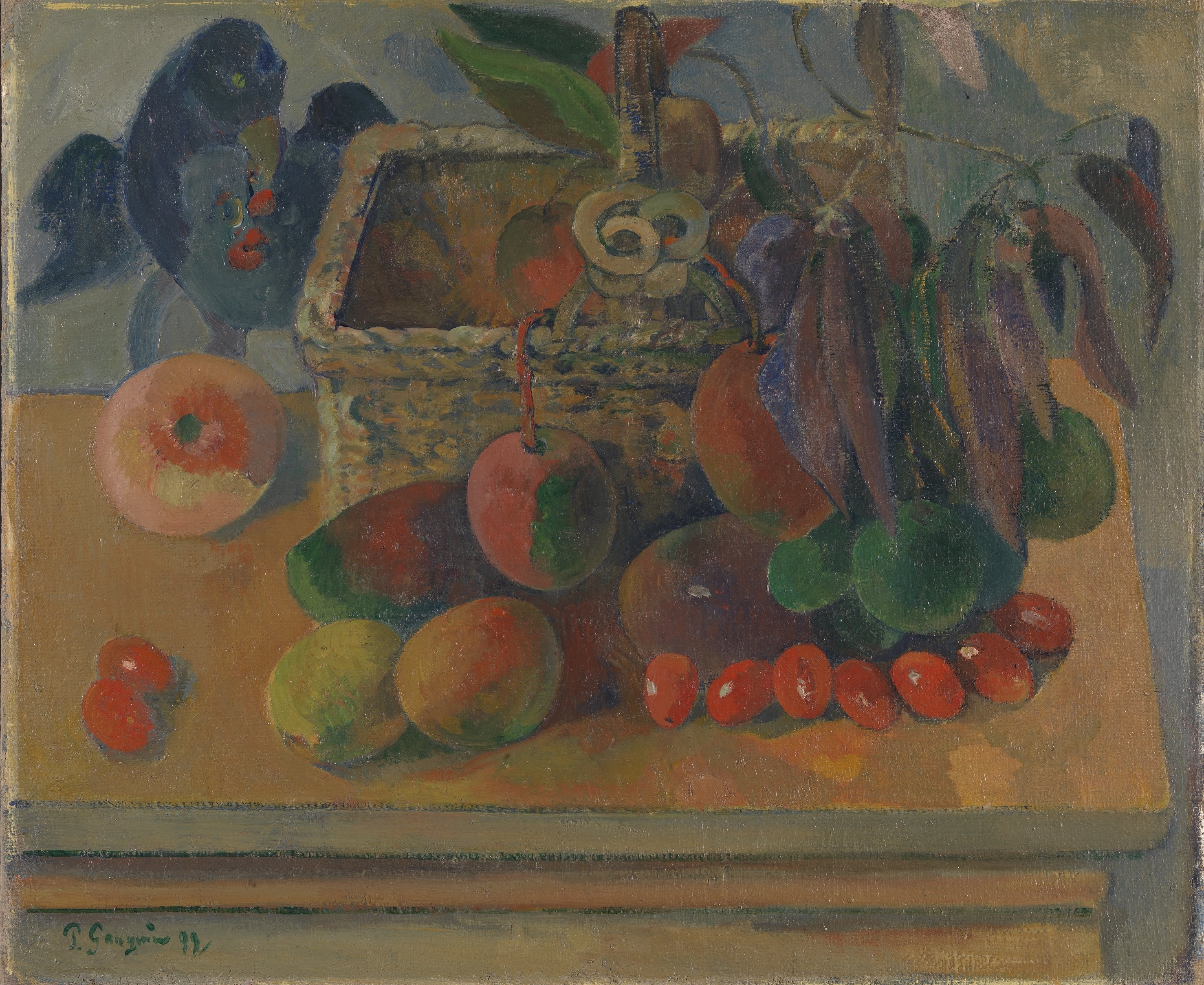
Paul Gauguin: Stillleben
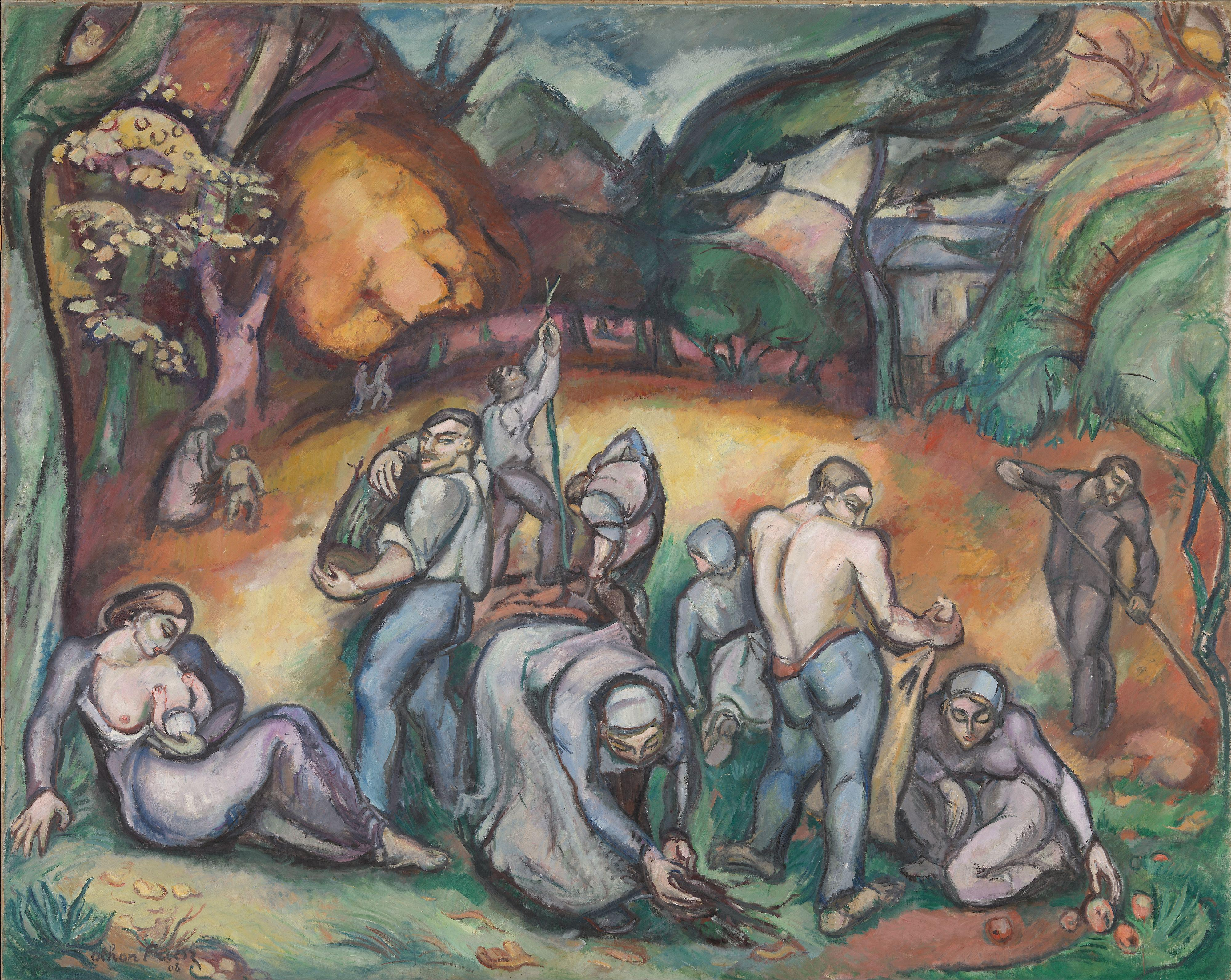
Othon Friesz: Herbsternte